# イグナシオ・ペクロ
イグナシオ・ペクロ（Ignacio Péculo、1999年2月2日 - ）は、メジャーリーグラグビー、シカゴ・ハウンズに所属するラグビーユニオン選手。

## プロフィール
- ウルグアイ・モンテビデオ出身[1]。
- ポジションはプロップ(PR)。
- 身長 189cm、体重 134kg
- U20ウルグアイ代表に選ばれたことがある[2]。
- ウルグアイ代表キャップは13（2024年11月現在）でラグビーワールドカップ2023のウルグアイ代表に選ばれた[3]。

## 略歴
ペニャロールを経て、2024年、シカゴ・ハウンズに加入。